# Эдремит
Эдреми́т (тур. Edremit, от греческого Адрамитион греч. Αδραμυτιον) — город и район в провинции Балыкесир Турции. Его население составляет 12 835 человек (2009). Высота над уровнем моря — 32 м.

## История
Известно, что в I в. до н. э. в Адрамитионе правил тиран Диодор, ставленник понтийского царя Митридата VI Евпатора. Около 1080 года из глубин Малой Азии на город обрушились волны тюркских кочевников  которыми руководил сельджукский пират Чака-бей, сумевший создать здесь свой бейлик. Bизантийская принцесса Анна Комнина в своём очерке написала о том что Адрамиттий был разграблен и разрушен турками настолько сильно что, казалось, «люди никогда не населяли его». Возвращен в лоно Византийской империи около 1100 года; в 1204 году перешёл под контроль Никейской империи; в 1211—1223 годах его контролировала Латинская империя. Греки вернули власть в городе до 1320 год, после чего его захватили османы. В 1912 г. здесь проживали турки — 27 393 чел., греки — 13 033 чел.

## География
Город Эдремит находится на крайнем северо-западе Малой Азии и является административным центром одноимённого района в турецкой провинции (иле) Балыкесир. Город лежит на западе провинции, близ побережья залива Эдремит (Эгейское море), в 75 километрах западнее центра иля, города Балыкесир. На 2010 год в городе Эдремит проживали 50 523 человека, а в районе Эдремит — 116 343 человека.
Город находится в 10 километрах от морского побережья. Раскинувшаяся вокруг него местность представляют плодородную равнину, на которой выращиваются оливковые деревья, кукуруза, зерновые и инжир. В центре района Эдремит, севернее города, находится Национальный парк Каждаги, занимающий площадь в 21 300 гектаров и охватывающий центральную часть гор Ида.

## Достопримечательности
В городе находится исторический музей где, помимо археологических находок, хранится богатое собрание старинного оружия. Сохранилась мечеть Куршунлу, построенная при сельджуках в 1231 году.
На берегу залива Эдремит находятся развалины эолийского города Антандрос. Западнее, на расстоянии 35 километров от города Эдремит, близ городка Кучуккую, на горе сохранились остатки древнеримского военного лагеря Алтарь Зевса.

## Известные личности
- Севюк, Исмаил Хабиб (1892—1954) — писатель, литературовед, журналист, политический деятель.
- Бану Алкан (род. 1958) — турецкая актриса и певица хорватского (югославского) происхождения[5][6].